# Motor Renault V9X
El motor V9X es un motor diésel diseñado por Renault y Nissan como sustituto para el motor de origen Isuzu DMAX V6.
Este motor se ha usado en los modelos más lujosos de Renault, todoterrenos grandes de Nissan y varios modelos de Infiniti.

## Características
El V9X tiene una cilindrada de 2993 cm³, con un diámetro de 84 mm (3,31 pulgadas) y una carrera de 90 mm (3,54 pulgadas). Tiene una distribución DOHC 12 válvulas, alimentación vía inyección directa, common-rail, turbo con intercooler. Cuenta con catalizador y con una relación de compresión de 16.0:1.
| Potencia máxima                    | Par motor         | Normativa de anticontaminación | Usos                                                                        |
| ---------------------------------- | ----------------- | ------------------------------ | --------------------------------------------------------------------------- |
| 235 CV (173 kilovatios) @ 3700 rpm | 450 Nm @ 1500 rpm | Euro 4, Euro 5                 | Renault Laguna III                                                          |
| 241 CV (177 kilovatios) @ 3750 rpm | 450 Nm @ 1500 rpm | Euro 5                         | Renault Latitude                                                            |
| 238 CV (175 kilovatios) @ 4000 rpm | 550 Nm @ 1750 rpm | Euro 5                         | Infiniti EX Infiniti QX50 Infiniti FX Infiniti QX70 Infiniti M Infiniti Q70 |
| 231 CV (170 kilovatios) @ 3750 rpm | 550 Nm @ 1750 rpm | Euro 5                         | Nissan Navara III Nissan Pathfinder III                                     |

- Datos: Q3932910
- Multimedia: Renault-Nissan V9X engine / Q3932910